# Gemah Ripah
Gemah Ripah is een bestuurslaag in het regentschap Pringsewu van de provincie Lampung, Indonesië. Gemah Ripah telt 1346 inwoners (volkstelling 2010).